# Fontaine-le-Bourg
Fontaine-le-Bourg é uma comuna francesa na região administrativa da Normandia, no departamento de Sena Marítimo. Estende-se por uma área de 12,24 km². Em 2010 a comuna tinha 1 802 habitantes (densidade: 147,2 hab./km²).